# صحراقلعه حکیم
صحراقلعه حکیم، روستایی از توابع بخش مرکزی شهرستان مبارکه در استان اصفهان ایران است.

## جمعیت
این روستا در دهستان کرکوند قرار دارد و براساس سرشماری مرکز آمار ایران در سال ۱۳۸۵، جمعیت آن زیر سه خانوار بوده‌است.